# Caesars Palace 2000
Caesars Palace 2000 est un jeu vidéo de simulation de casino développé par Runecraft et édité par Interplay Entertainment, sorti en 2000 sur Windows, Dreamcast et PlayStation.

## Accueil
- IGN : 7,2/10 (PC)[1] - 5/10 (PS)[2] - 2,5/10 (DC)[3]